# Michaelisviertel (Braunschweig)

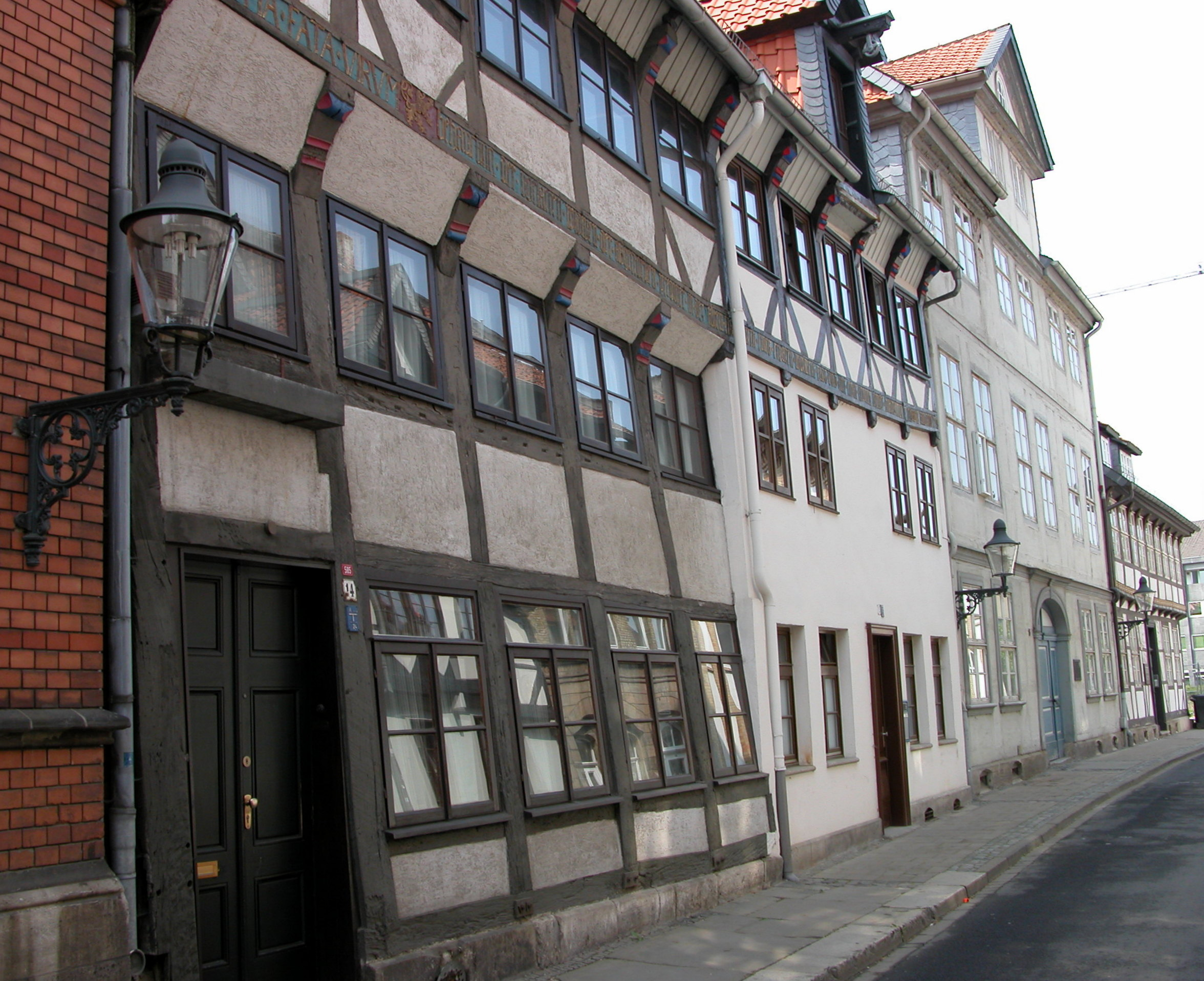
Blick auf die Fachwerkhäuser in der Echternstraße

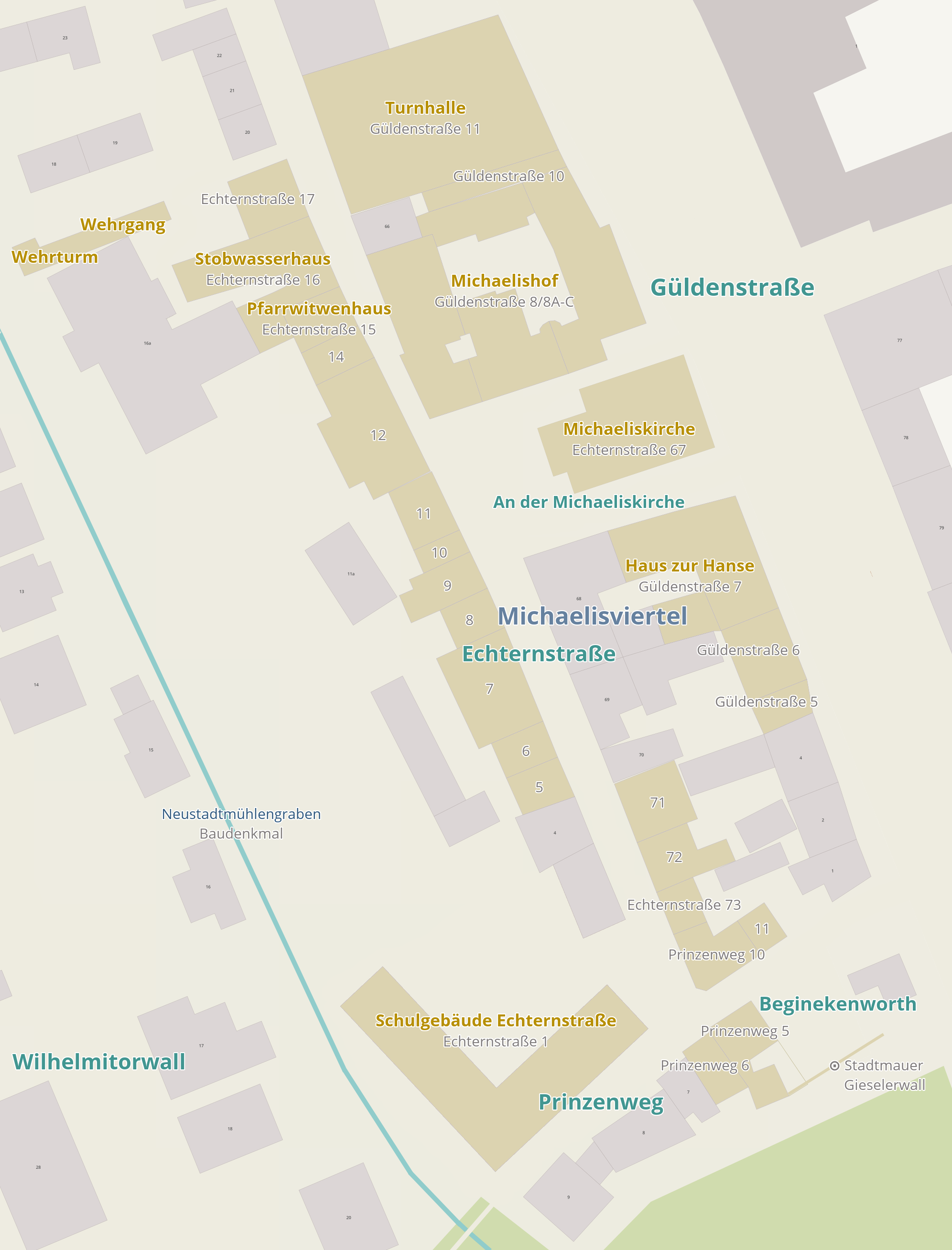
Karte

Das Michaelisviertel ist ein Stadtviertel und eine Traditionsinsel in der Braunschweiger Altstadt. Es umgibt die namensgebende Michaeliskirche. Das Viertel liegt am südwestlichen Rand der mittelalterlichen Stadtgrenzen im heutigen Stadtbezirk Innenstadt. 
Das Michaelisviertel ist einer der wenigen zusammenhängenden Bereiche der Altstadt, die den Zweiten Weltkrieg überstanden haben. Zudem wurde es durch wenige Rekonstruktionen wie den Michaelishof ergänzt.
Im Michaelisviertel befinden sich u. a. Reste der Befestigungsanlagen, wie der Neustadtmühlengraben, ein Reststück der Stadtmauer am Prinzenweg, ein Wehrturm und archäologische Überreste eines Mauerturms, der sogenannten St. Michaelisburg, auf dem Gelände des heutigen Stobwasserhauses in der Echternstraße.

## Bauwerke
- Denkmalgeschützte Fachwerkhäuser
- Michaeliskirche
- Haus zur Hanse
- Stobwasserhaus
- Pfarrwitwenhaus
- Stadtmauerreste am Gieseler
- Michaelishof
- Wehrgang mit Wehrturm